# Kanton La Hague
Kanton La Hague (fr. Canton de la Hague) je kanton v severozápadní Francii v regionu Normandie v severozápadní části departementu Manche. Kanton vznikl reorganizací francouzských kantonů s účinkem od března 2015. Má 20 obcí, 19 z bývalého kantonu Beaumont-Hague a obec Querqueville z bývalého kantonu Équeurdreville-Hainneville, která je dnes součástí hlavního města kantonu – Cherbourg-en-Cotentin.

## Obce kantonu
- Acqueville
- Auderville
- Beaumont-Hague
- Biville
- Branville-Hague
- Digulleville
- Éculleville
- Flottemanville-Hague
- Gréville-Hague
- Herqueville
- Jobourg
- Omonville-la-Petite
- Omonville-la-Rogue
- Saint-Germain-des-Vaux
- Sainte-Croix-Hague
- Tonneville
- Urville-Nacqueville
- Vasteville
- Vauville
- Cherbourg-en-Cotentin (zahrnující Querqueville) [p 2]